# Blanca Serra i Puig
Blanca Serra i Puig (Barcelona, 1943) es una lingüista española. Es hija del historiador Josep de Calassanç Serra i Ràfols y hermana de la historiadora Eva Serra i Puig y de Josep de Calassanç Serra i Puig. 
Posee una licenciatura en Filología Clásica por la Universidad de Barcelona, habiendo sido militante en los años sesenta del Front Nacional de Catalunya, pero lo abandonó en 1969 para pasar a formar parte del Comité Ejecutivo del PSAN. 
En 1973 fue una de las protagonistas de la escisión del PSAN-P que en 1978 se transformó en Independentistes dels Països Catalans. En marzo de 1992 fue detenida con su hermana y otros militantes más acusados de pertenecer a Terra Lliure. Más tarde se dedicó a la enseñanza, con una militancia como miembro activo del sindicato de maestros STEC-Intersindical y miembro del Secretariado de la Red de Entidades Cívicas y Culturales de los Países Catalanes por los Derechos y las Libertades Nacionales. También fue profesora de lengua en el IES Narcís Monturiol de Barcelona.
El 13 de octubre de 2012 fue escogida la novena de la lista de la CUP-Alternativa d'Esquerres por la provincia de Barcelona a las elecciones al Parlamento de Cataluña de 2012.

## Algunas publicaciones
- lluís Busquets Dalmau, blanca Serra i Puig. 2009. Narracions i pedagogia: seminari de tardor organitzat per la Societat Catalana de Pedagogia amb la col·laboració de la Societat Catalana de Llengua i Literatura, Barcelona, 24 i 25 de novembre de 2006. Editor Institut d'Estudis Catalans, 149 pp. ISBN 8472839885, ISBN 9788472839885

- blanca Serra i Puig, eva Serra i Puig. 2009. Tractat dels Pirineus: visió catalana de la història. Ilustró Jaume Gubianas. 27 pp.

- ------------------------, josepa Huguet i Biosca. 1993. El jovent opina: llengua i ensenyament als Instituts Públics de Catalunya. Oikos-Tau. ISBN 84-281-0816-1

- ------------------------. 1961. Estudio sobre el texto de Tucídides. Editor Universidad de Barcelona. Facultad de Filosofía y Letras. Filología Clásica. 70 pp.

## Honores
- 2008: Premio Justicia de Cataluña junto con el decano de los jueces de Lleida Eduard Enrech y Larrea